# Гонтарівка
Гонтарі́вка — село в Україні, у Старосалтівській селищній громаді Чугуївського району Харківської області. Населення становить 286 осіб.

## Географія
Село Гонтарівка розташоване в балці Маліцин Яр, у якій бере початок річка Хотомелька. На відстані 1 км розташовані села Радькове і Широке.

## Історія
- 1796 рік — засноване як село Дмитрівка.
- 1918 рік — перейменоване в село Гонтарівка.
- 12 червня 2020 року, відповідно до розпорядження Кабінету Міністрів України № 725-р «Про визначення адміністративних центрів та затвердження територій територіальних громад Харківської області», село увійшло до складу  Старосалтівської селищної громади.[1]
- 19 липня 2020 року в результаті адміністративно-територіальної реформи та ліквідації Вовчанського району увійшло до Чугуївського району[2].

## Економіка
- В селі є молочно-товарна ферма, машинно-тракторні майстерні.
- Дослідне господарство «Гонтарівка».